# Véranne
Véranne ist eine französische Gemeinde mit 917 Einwohnern (Stand: 1. Januar 2022) im Département Loire in der Region Auvergne-Rhône-Alpes. Sie gehört zum Arrondissement Saint-Étienne und zum Kanton Le Pilat. Die Einwohner werden Vérannaires genannt.

## Geografie
Die Gemeinde Véranne liegt im Regionalen Naturpark Pilat, etwa 23 Kilometer ostsüdöstlich von Saint-Étienne. Nachbargemeinden von Véranne sind  Roisey im Norden, Maclas im Osten, Saint-Appolinard im Süden sowie Colombier im Süden und Westen.

## Bevölkerungsentwicklung
| Jahr                       | 1962 | 1968 | 1975 | 1982 | 1990 | 1999 | 2006 | 2015 | 2022 |
| -------------------------- | ---- | ---- | ---- | ---- | ---- | ---- | ---- | ---- | ---- |
| Einwohner                  | 507  | 478  | 429  | 452  | 506  | 582  | 667  | 829  | 917  |
| Quellen: Cassini und INSEE |      |      |      |      |      |      |      |      |      |

## Sehenswürdigkeiten
- Reste des Schlosses Buisson
- Kirche Saint-Maurice
- Kapelle Saint-Sabin, heutiger Bau aus dem 17. Jahrhundert

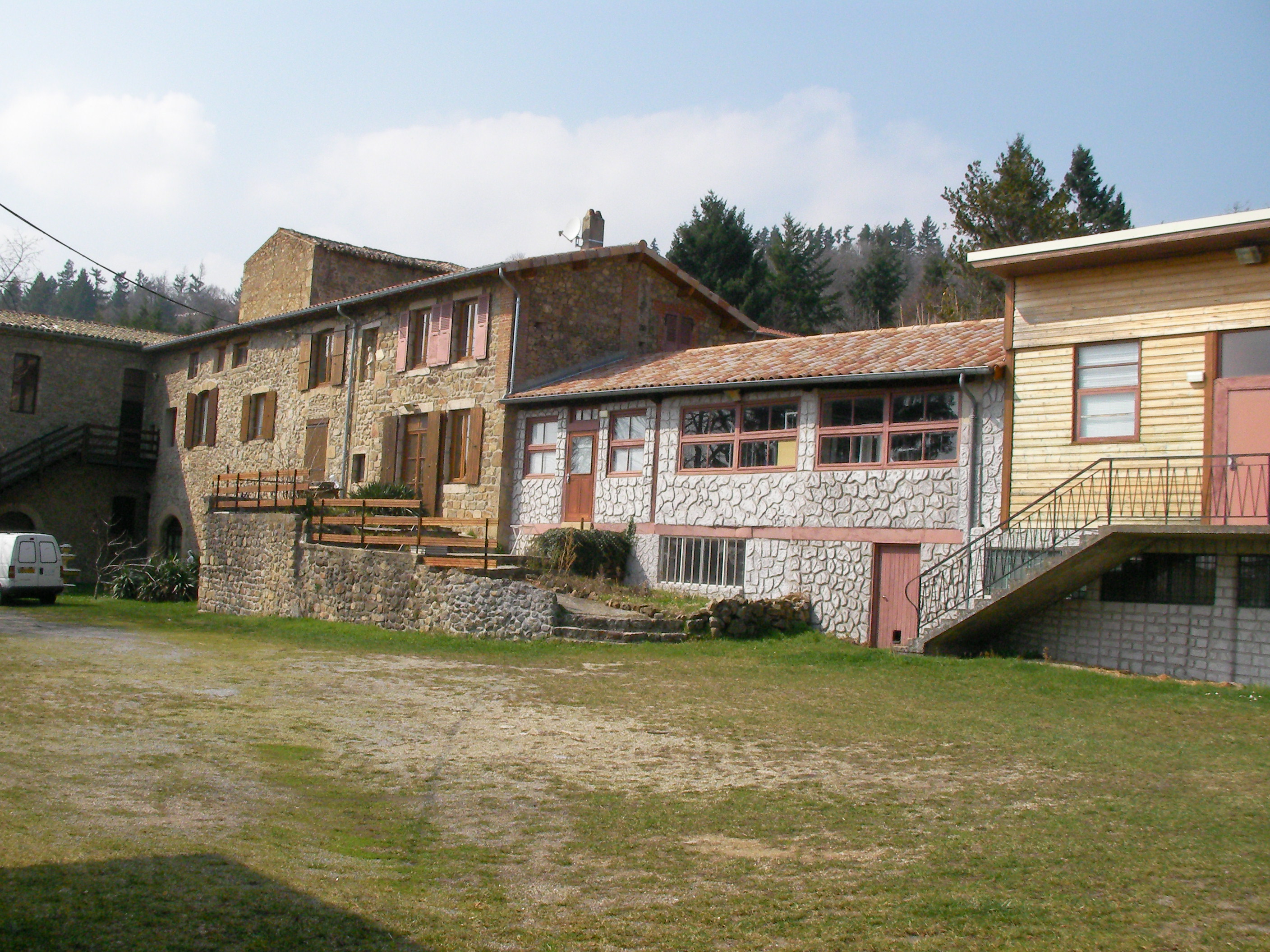
Ehemaliges Schloss Buisson
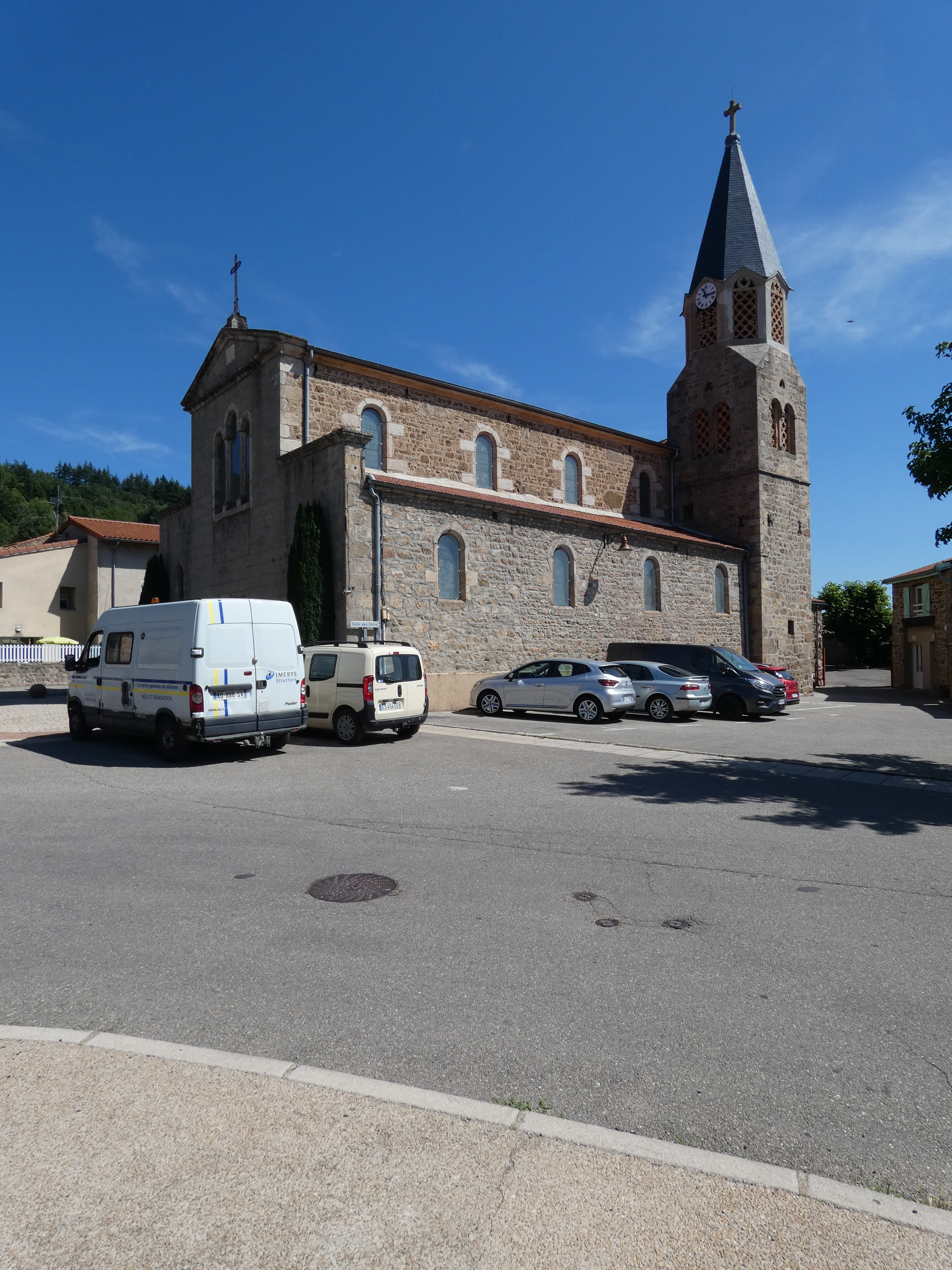
Kirche Saint-Maurice
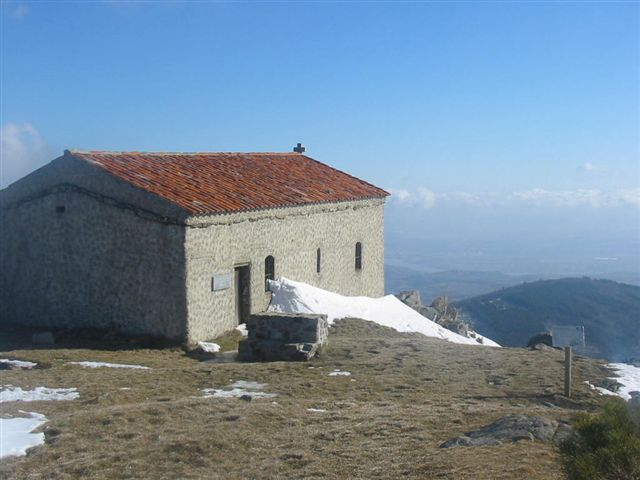
Kapelle Saint-Sabin
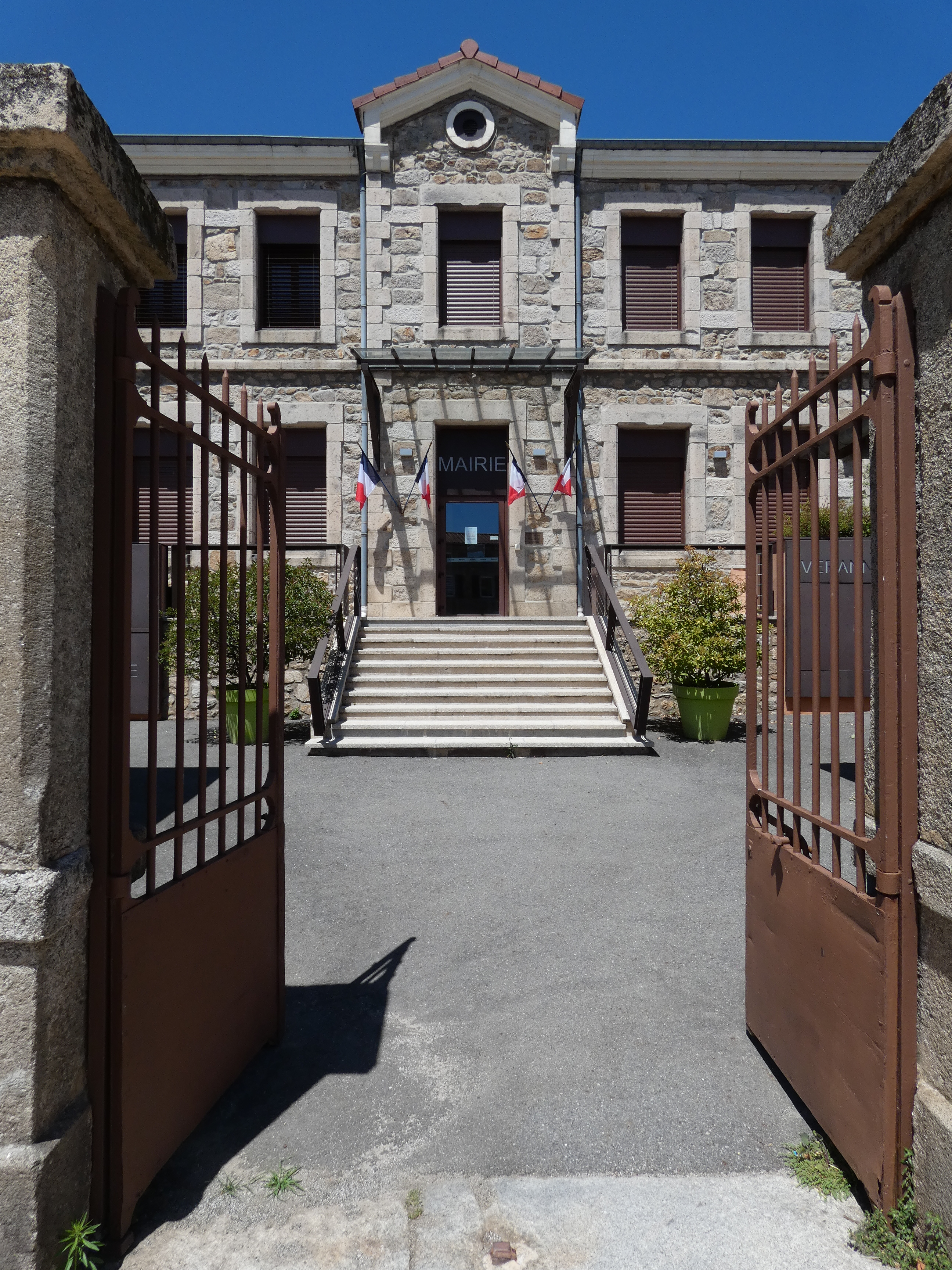
Mairie Véranne
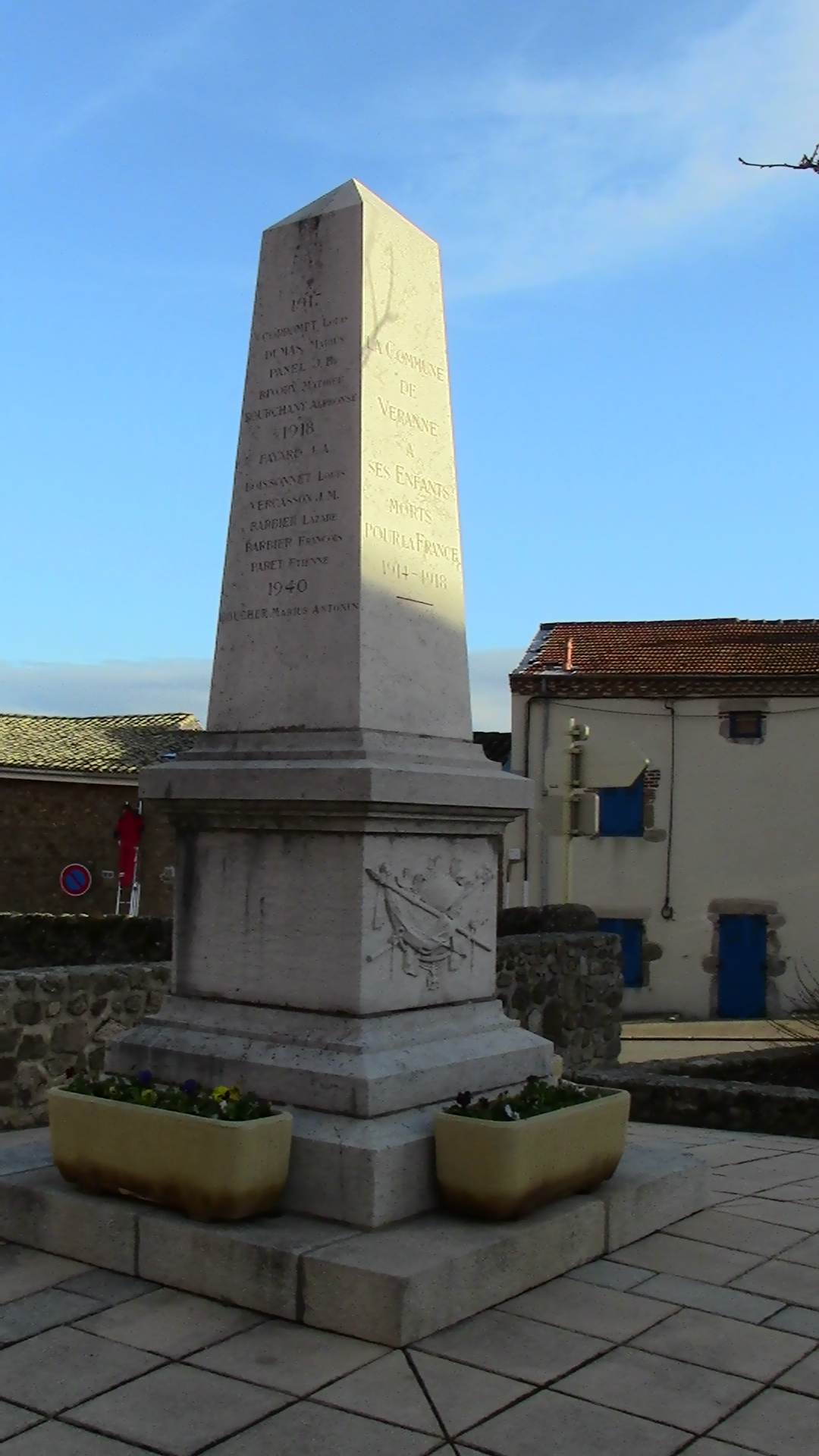
Gefallenendenkmal